# پلمپتون
پلمپتون (به انگلیسی: Plympton) یک حومه شهر در بریتانیا است که در Plymouth واقع شده‌است. پلمپتون ۲۹٬۸۹۹ نفر جمعیت دارد.